# Drosophila blumelae
Drosophila blumelae är en tvåvingeart som beskrevs av Pipkin och Heed 1964. Drosophila blumelae ingår i släktet Drosophila och familjen daggflugor.
Artens utbredningsområde är Panama.